# Miliusa tenuistipitata
Miliusa tenuistipitata är en kirimojaväxtart som beskrevs av Wen Tsai Wang. Miliusa tenuistipitata ingår i släktet Miliusa och familjen kirimojaväxter. Inga underarter finns listade i Catalogue of Life.